# Miami (Oklahoma)
Miami és una ciutat dels Estats Units a l'estat d'Oklahoma. Segons el cens del 2000 tenia 13.704 habitants.

## Demografia
Segons el cens del 2000, Miami tenia 13.704 habitants, 5.580 habitatges, i 3.565 famílies. La densitat de població era de 544,9 habitants per km².
Dels 5.580 habitatges en un 28,8% hi vivien nens de menys de 18 anys, en un 48,2% hi vivien parelles casades, en un 12,2% dones solteres, i en un 36,1% no eren unitats familiars. En el 32,7% dels habitatges hi vivien persones soles el 17,8% de les quals corresponia a persones de 65 anys o més que vivien soles. El nombre mitjà de persones vivint en cada habitatge era de 2,31 i el nombre mitjà de persones que vivien en cada família era de 2,92.
Per edats la població es repartia de la següent manera: un 24,2% tenia menys de 18 anys, un 12,2% entre 18 i 24, un 23,7% entre 25 i 44, un 20,4% de 45 a 60 i un 19,4% 65 anys o més.
L'edat mediana era de 36 anys. Per cada 100 dones de 18 o més anys hi havia 84,1 homes.
La renda mediana per habitatge era de 25.832 $ i la renda mediana per família de 30.821 $. Els homes tenien una renda mediana de 24.273 $ mentre que les dones 19.684 $. La renda per capita de la població era de 16.266 $. Entorn del 15,1% de les famílies i el 18,5% de la població estaven per davall del llindar de pobresa.

## Poblacions més properes
El següent diagrama mostra les poblacions més properes.